# Tetyana Baydyk
Tetyana Nikolaevna Baydyk (en ucraniano: Байдык Татьяна Николаевна; Ucrania, 1954) es una ingeniería eléctrica e investigadora ucraniana radicada en México cuya investigación se centra en el reconocimiento de imágenes basado en redes neuronales artificiales, particularmente para problemas de reconocimiento de escritura a mano y la fabricación de sistemas microelectromecánicos.

## Biografía
Baydyk nació en 1954. Después de obtener una maestría en ingeniería eléctrica en 1977 en el Instituto Politécnico de Kiev, posteriormente obtuvo un Ph.D. y un D.Sc. a través del Instituto de Cibernética de la Academia de Ciencias de Ucrania en 1983 y 1994, respectivamente.
Trabajó como investigadora junior y luego investigadora en el Instituto de Cibernética, a partir de 1980. De 1995 a 1999 coordinó el programa de ciencia y educación en Ucrania para la International Renaissance Foundation.
Desde 2001 trabaja como investigadora en la Universidad Nacional Autónoma de México (UNAM), en el grupo de Microtecnología y Redes Neuronales del Departamento de Micro y Nanotecnologías del Instituto de Ciencias Aplicadas y Tecnología (ICAT).
Parte de su investigación está basada en la aplicación de la micromecánica en energías renovables, incluida la energía solar concentrada.

## Reconocimiento
Baydyk es miembro de la Academia Mexicana de Ciencias.

## Libros
Junto a Ernst Kussul y Donald Wunsch, Baydyk es coautora de los libros Redes neuronales y micromecánica (Springer, 2009) y Automatización inteligente en energías renovables (Springer, 2019).